# Tour de la Madeleine
 (avril 2020).
Si vous disposez d'ouvrages ou d'articles de référence ou si vous connaissez des sites web de qualité traitant du thème abordé ici, merci de compléter l'article en donnant les références utiles à sa vérifiabilité et en les liant à la section « Notes et références ».
Le Tour de la Madeleine est à la fois une procession religieuse et une marche folklorique, où plusieurs milliers de figurants défilent à Jumet (Charleroi) en Belgique, le dimanche le plus près du 22 juillet, jour où l'on fête Sainte Marie-Madeleine.
En plus de la Procession, la Madeleine dispose d'un champ de foire avec 45 métiers forains, ainsi que des spectacles musicaux entièrement gratuits tous les jours de la semaine de festivité[réf. nécessaire].
La Madeleine a été proclamée chef-d'œuvre du patrimoine immatériel de la Communauté française de Belgique en 2004. Elle fait partie des quinze marches de l'Entre-Sambre-et-Meuse qui ont été reconnues en 2012 comme chef-d'œuvre du patrimoine oral et immatériel de l'humanité par l'UNESCO,.

## Histoire
Cette marche est entourée de festivités qui durent une semaine. Les marcheurs, habillés en uniformes de différentes armées d'autres époques ou en costumes folkloriques (comme les Vaillants Bleus ou les Vieux Bleus), suivent depuis toujours le même parcours les conduisant successivement dans les localités de Roux, Courcelles, Viesville, Thiméon et Gosselies, avant la rentrée au quartier de Heigne à Jumet. Cette marche est depuis plus de 600 ans une attraction très prisée, qui naquit à la suite d'une épidémie, comme il y en avait jadis. Selon la tradition, c'est sainte Marie-Madeleine qui sauva Jumet de ce fléau.
Chaque année, plus de 2000 marcheurs et pèlerins, ainsi que 150 cavaliers, accompagnés de 50 fanfares et batteries, partent de la Chapelle Notre-Dame de Heigne à Jumet pour un périple de 22 kilomètres à travers les localités avoisinantes.
L’organisation du Tour et des festivités de la Madeleine repose sur trois comités : l’État-major, le Comité des Fêtes de la Madeleine et les Amis de la Madeleine.
L’État-major est constitué d'un Général, d'un Commandant en Chef, d'un Aide de Camp et de plusieurs Commandant qui s’occupe des aspects « militaires » et religieux du Tour de la Madeleine. Il veille notamment au bon ordonnancement du cortège ainsi qu’à la bonne tenue des marcheurs pendant les rituels. Il harmonise les relations avec les sociétés qui constituent le Tour et établit la coordination selon une méthodologie qui lui appartient. Il établit l’Ordre de marche du Tour. Il détermine l’heure de passage des différentes sociétés aux endroits stratégiques du Tour. Il est chargé des mêmes missions lors du passage des sociétés à l’Offrande suivant la messe militaire du lundi et de la Remise des médailles du lundi après-midi. Il établit également le règlement du Tour de la Madeleine.
Le Comité des Fêtes de la Madeleine s’intéresse aux festivités et animations connexes au Tour telles que la fête foraine, les prestations de vedettes et de la Retraite aux flambeaux le jeudi soir, selon une organisation qui lui est propre. Il détermine également la date de la Madeleine de l’année suivante. Le Comité des Fêtes de la Madeleine participe au Tour sous le nom de  « Bourgeois de la Jeunesse ».
Les Amis de la Madeleine s’occupent de la promotion, de la publicité et de l’infrastructure du Tour. Ils ont également pour mission d’assurer la communication et le rayonnement de la Madeleine par les moyens qu’ils jugent utiles. À ce titre, ils ont la charge des publications officielles dont le journal «Èl Mad’lèneû».
Il existe six cérémonies traditionnelles durant les festivités de la Madeleine :
- La cérémonie d’hommage aux Madeleineux disparus.
- L’ouverture des loges foraines et les animations de la semaine.
- Le Tour proprement dit.
- La Messe militaire et l’Offrande.
- La Remise des médailles.
- La Retraite aux flambeaux.

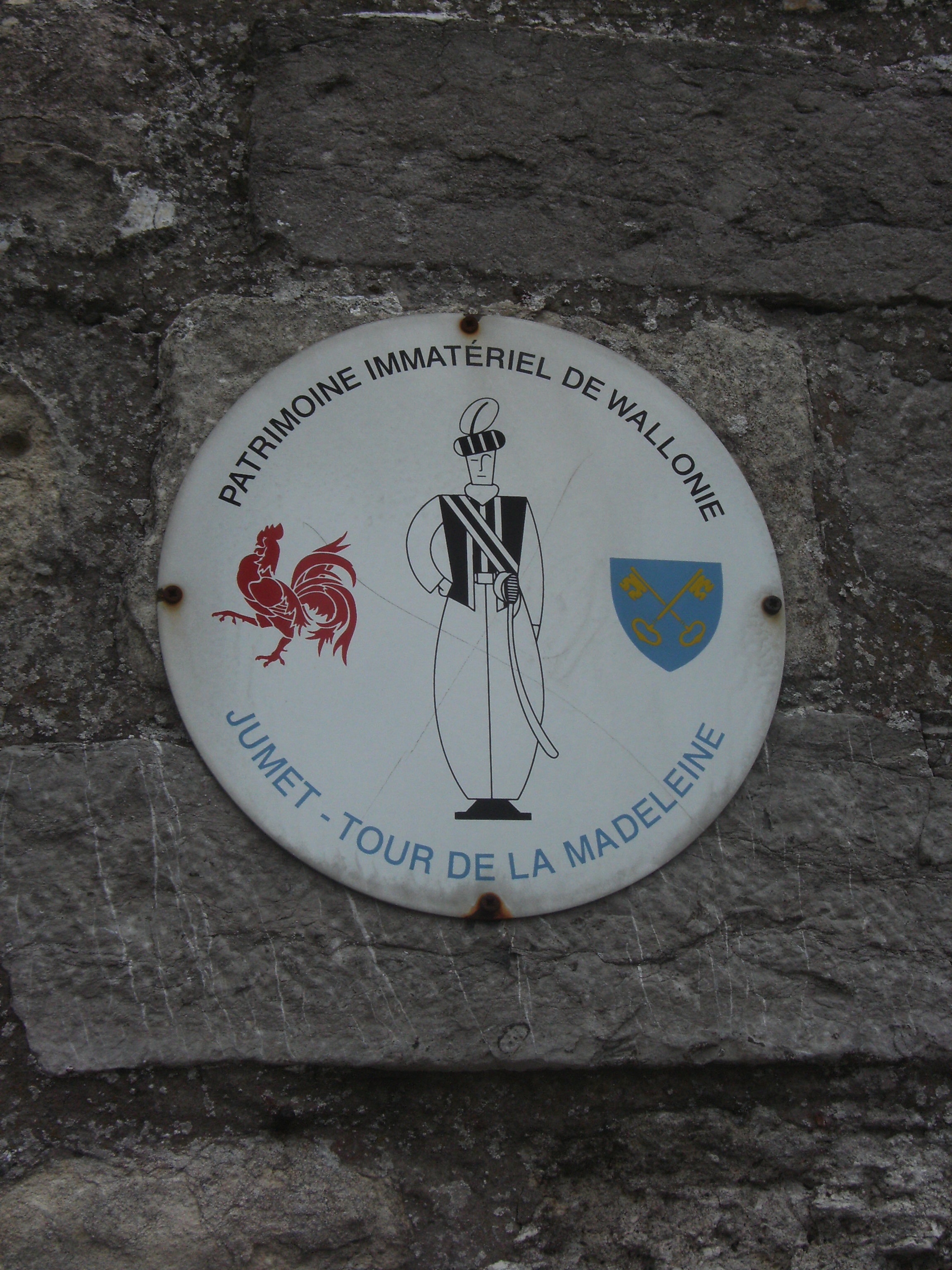
Plaque apposée sur la chapelle Notre-Dame de Grâce à Gosselies.
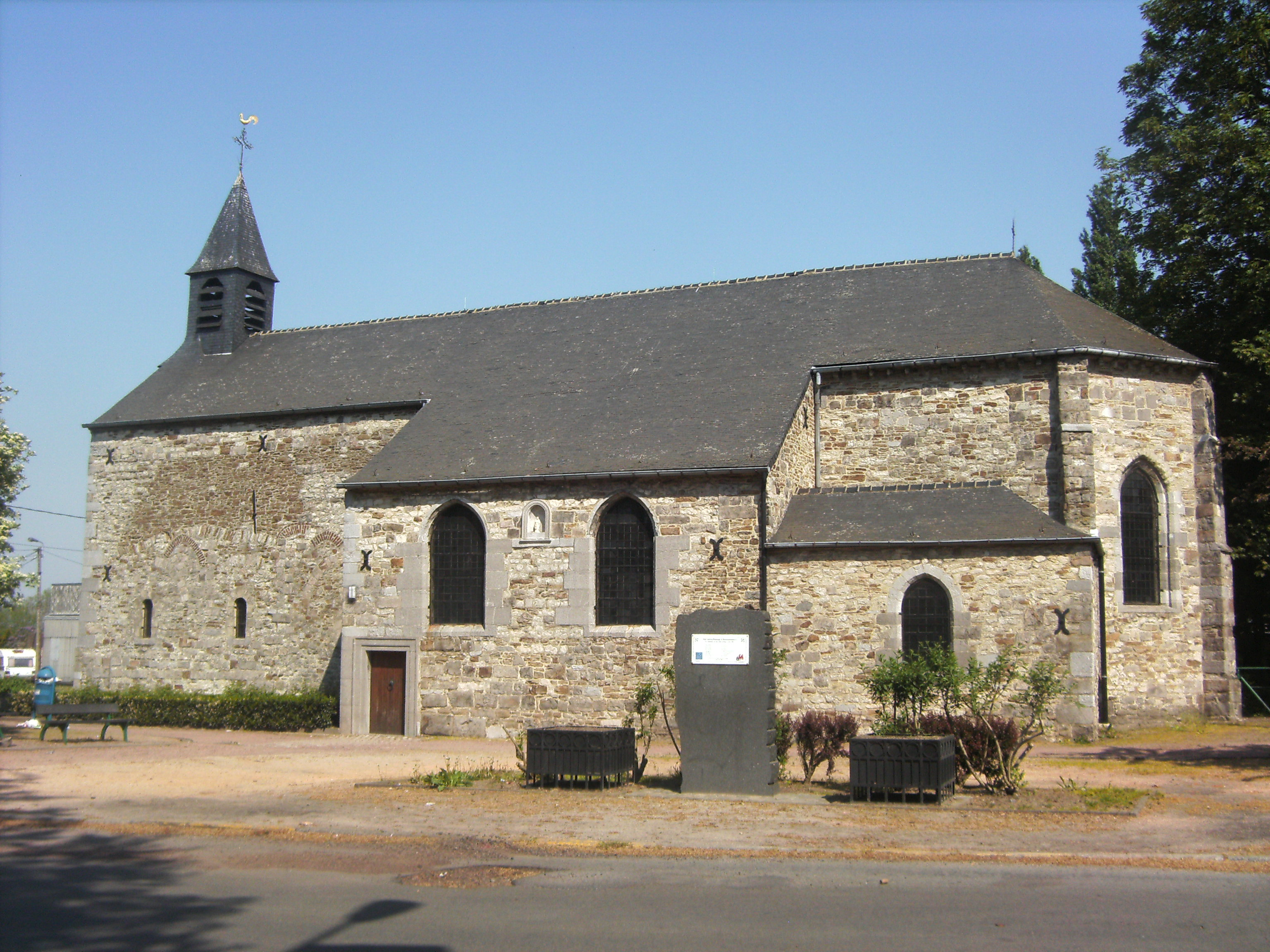
Chapelle Notre-Dame de Heigne à Jumet.
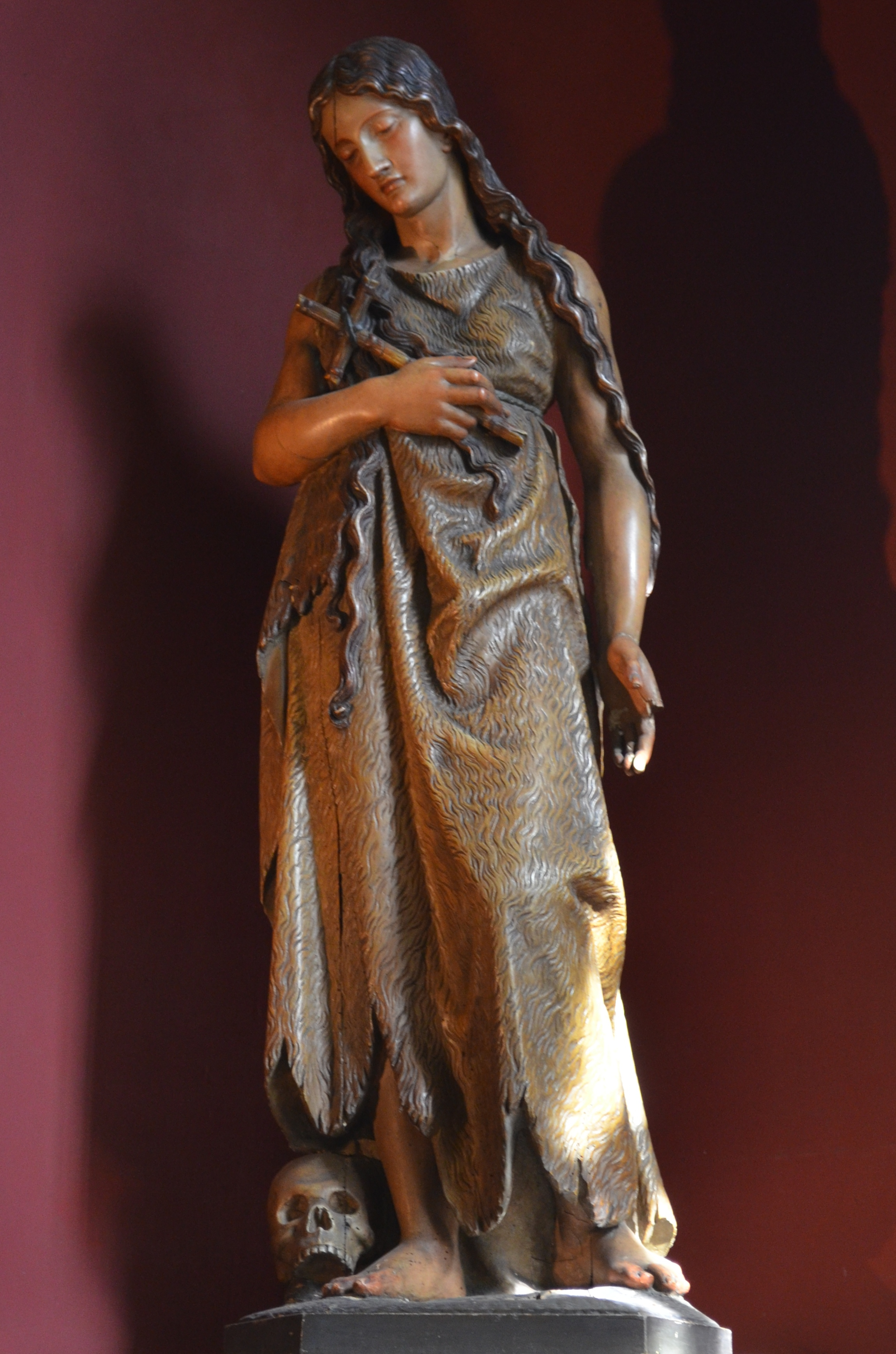
Statue de sainte Marie-Madeleine dans la chapelle de Heigne.
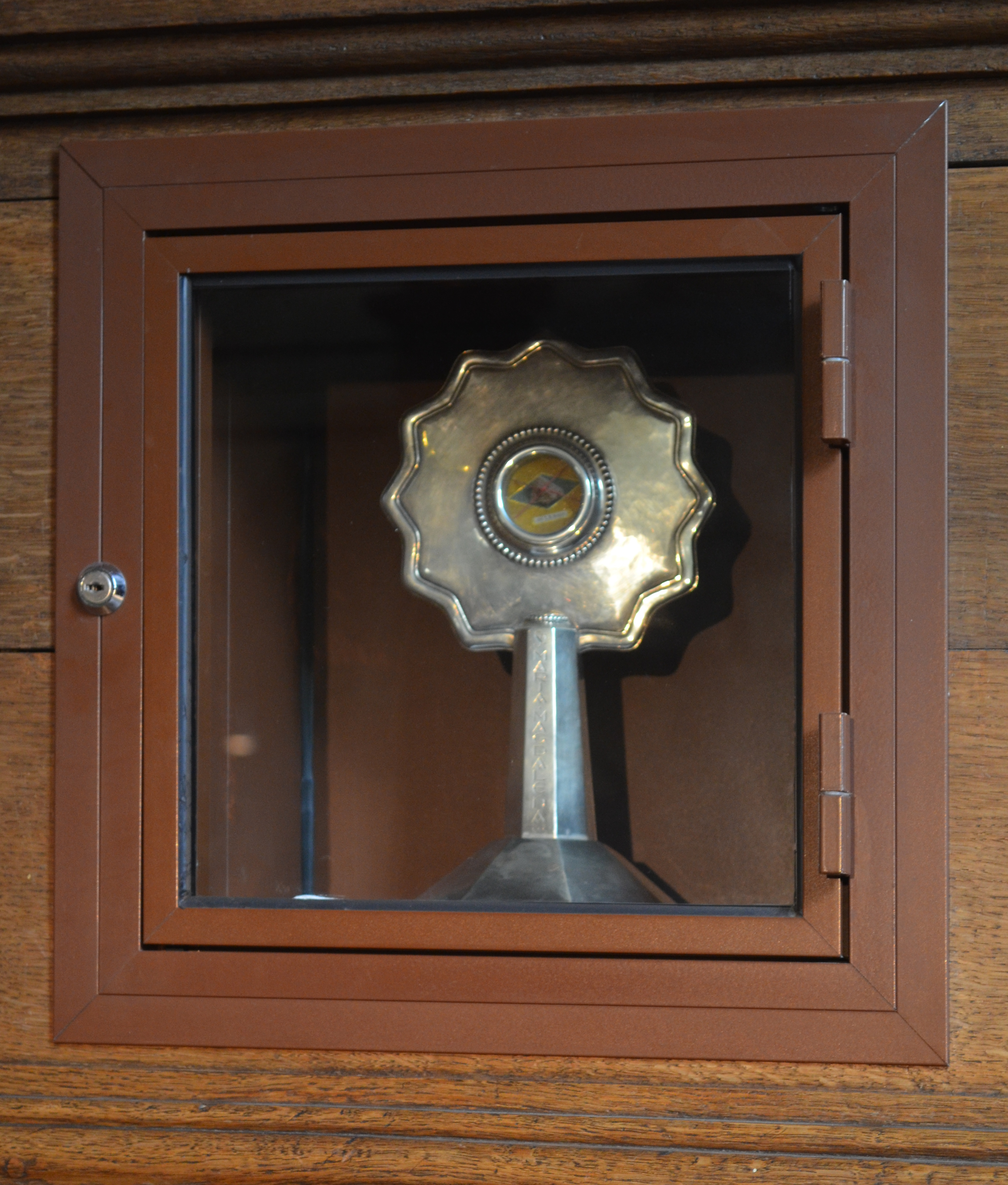
Reliquaire de sainte Marie-Madeleine dans la chapelle de Heigne.
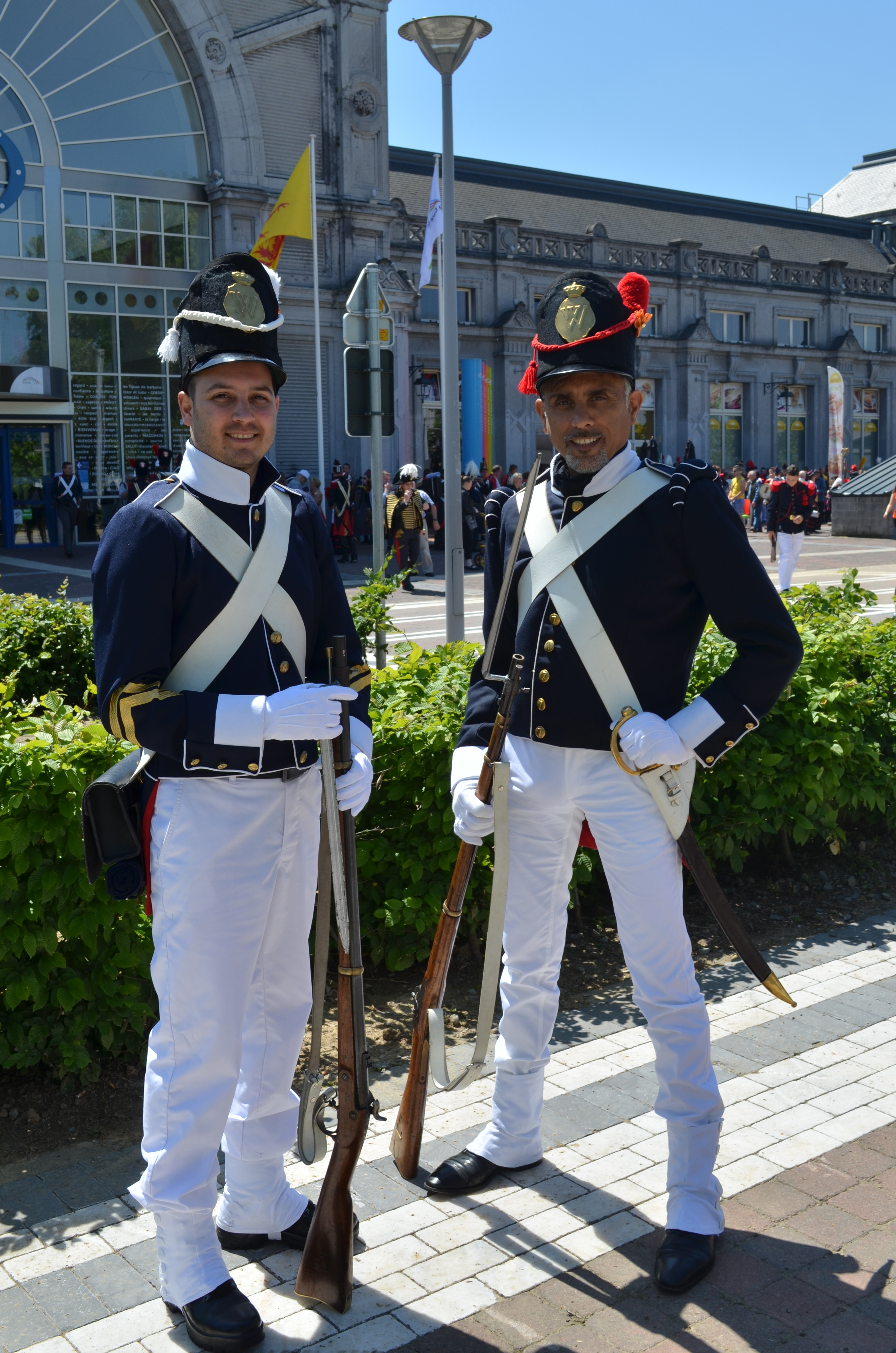
7e bataillon d'infanterie belge (1815).
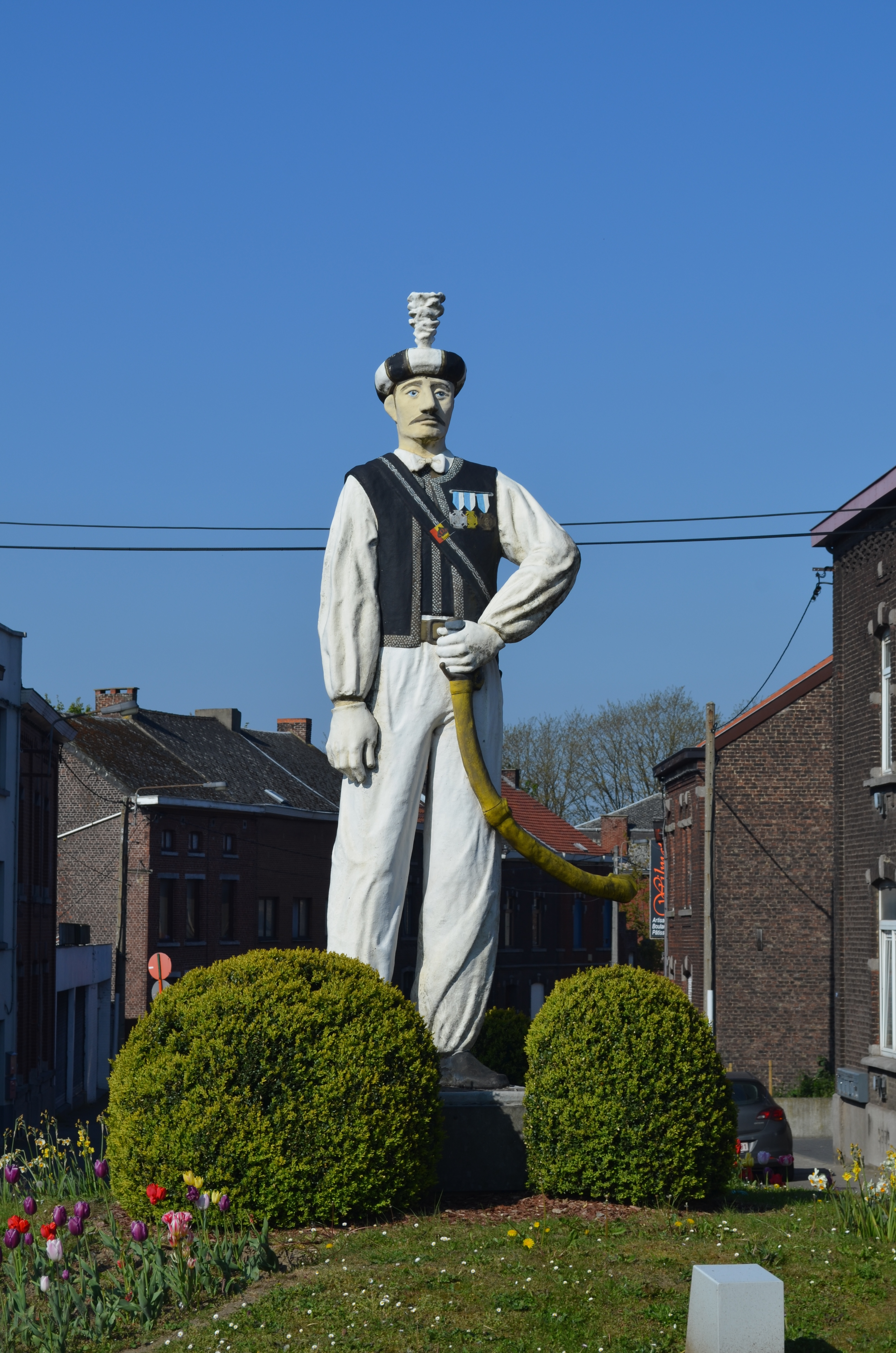
Le Mamelouk. Les mamelouks sont un des groupes participant au tour.